# Saison 2004 de l'équipe cycliste féminine T-Mobile
La saison 2004 de l'équipe T-mobile est la troisième de l'équipe dirigée par Jim Miller. L'équipe réunit les meilleures coureuses américaines et vise les jeux olympiques de la même année à Athènes. La saison se conclut à la 8e place du classement UCI, la meilleure athlète étant Deirdre Demet-Barry. Celle-ci obtient également une médaille d'argent en contre-la-montre aux JO sous les couleurs de l'équipe nationale américaine.

## Préparation de la saison

### Sponsors et financement de l'équipe
L'équipe est sponsorisée par T-mobile. Le matériel est de marque Giant.

### Arrivées et départs
En 2004, la même équipe est reconduite, les jeux olympiques concentrant toute l'attention. Le programme de course est plus européen que l'année précédente. Lynn Gaggioli-Brotzman intègre l'équipe en provenance de l'équipe Velo Bella, c'est une sprinteuse et a fini 4e du championnat des États-Unis l'année précédente au milieu de l'armada T-mobile. Tanya Lindenmuth et Chris Witty sont dans l'équipe pour les épreuves sur piste.
Au niveau des départs, Kristin Johnson n'est plus dans l'effectif, tout comme Sarah Hammer.
| Arrivée                | Équipe 2003 |
| ---------------------- | ----------- |
| Lynn Gaggioli-Brotzman | Velo Bella  |

| Départ          | Équipe 2004                              |
| --------------- | ---------------------------------------- |
| Kristin Johnson | Basis Aude                               |
| Sarah Hammer    | retrait des compétitions[réf. souhaitée] |

## Coureurs et encadrement technique

### Effectif
| Coureur                   | Date de naissance | Nationalité | Équipe 2003 |
| ------------------------- | ----------------- | ----------- | ----------- |
| Kim Anderson              | 28 janvier 1968   | États-Unis  | T-Mobile    |
| Kristin Armstrong         | 11 août 1973      | États-Unis  | T-Mobile    |
| Dotsie Bausch, née Cowden | 6 mars 1973       | États-Unis  | T-Mobile    |
| Kimberly Bruckner         | 19 juin 1970      | États-Unis  | T-Mobile    |
| Deirdre Demet-Barry       | 8 octobre 1972    | États-Unis  | T-Mobile    |
| Lynn Gaggioli-Brotzman    | 12 septembre 1976 | États-Unis  | Velo Bella  |
| Mari Holden Paulsen       | 30 mars 1971      | États-Unis  | T-Mobile    |
| Lara Kroepsch             | 27 novembre 1978  | États-Unis  | T-Mobile    |
| Tanya Lindenmuth          | 9 mai 1979        | États-Unis  |             |
| Amber Neben               | 18 février 1975   | États-Unis  | T-Mobile    |
| Stacey Peters             | 1er juillet 1969  | États-Unis  | T-Mobile    |

### Encadrement
Encadrement : 
- Directeur sportif : Jim Miller.

## Déroulement de la saison

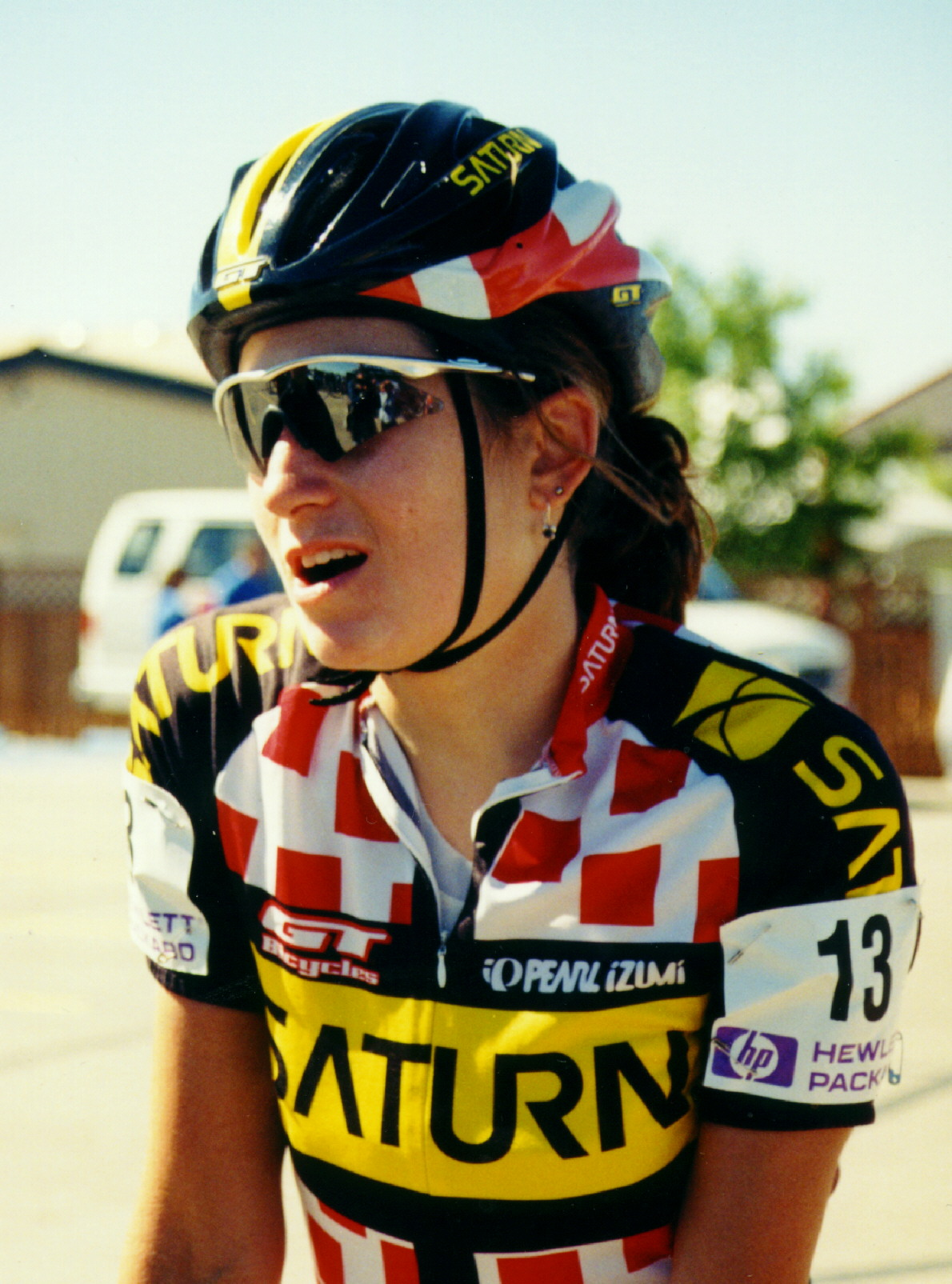
Deirdre Barry (ici dans le maillot de l'équipe Saturn) gagne la médaille d'argent en contre-la-montre aux Jeux olympiques d'Athènes

À la Redlands Bicycle Classic, Kristin Armstrong est deuxième du prologue derrière Geneviève Jeanson, puis sixième de la première étape,. Elle remporte la troisième étape au terme d'une échappée avec Lyne Bessette et Susan Palmer-Komar. Sur la quatrième étape qui se termine par un sprint Lara Kroepsch et Mari Holden finissent respectivement quatrième et cinquième. Lors de l'ultime étape, Susan Haywood est deuxième, Kristin Armstrong est finalement cinquième du classement général.
En avril, Kristin Armstrong s'impose sur le prologue de la Sea Otter Classic, tandis que Stacy Peters est troisième. Le lendemain, dans le dernier tour du circuit, Kristin Armstrong attaque avec Christine Thorburn et Tina Mayolo Pic. Lyne Bessette sort de l'arrière et les dépasse, Armstrong est finalement quatrième de l'étape. Sur la dernière étape, Thorburn place un démarrage dans la dernière ascension suivie par Bessette et Armstrong. Bessette s'impose finalement, Kristin Armstrong est deuxième de l'étape et du classement général,.
Au Tour of the Gila, Amber Neben remporte le contre-la-montre inaugural devant Mari Holden. Amber Neben gagne aussi la deuxième étape avec une minute d'avance sur ses poursuivantes. Mari Holden gagne la quatrième étape. Kim Anderson remporte la difficile dernière étape, tandis qu'Amber Neben s'impose au général.
En mai, l'équipe participe au Tour de l'Aude. Sur le contre-la-montre individuel de la deuxième étape, Deirdre Barry s'impose devant Kristin Armstrong. Elles prennent la tête du classement général par la même occasion. Le lendemain, Trixi Worrack s'empare du maillot de leader grâce à une échappée solitaire. Sur le deuxième contre-la-montre de l'épreuve, l'équipe T-Mobile occupe la totalité du podium : Deirdre Barry est première, Kimberly Bruckner deuxième et Kristin Armstrong troisième. La première reprend la tête du classement général devant Kimberly Bruckner, Kristin Armstrong est à la quatrième place avec Trixi Worrack intercalée. Kristin Armstrong finit deuxième de la neuvième étape, tandis que Deirdre Barry y perd quatre minutes. Kimberly Bruckner est alors troisième du classement général, Armstrong quatrième. La dixième et dernière étape ne modifie pas le classement.
Sur la Liberty Classic, Lara Kroepsch part brièvement en échappée. L'équipe tente sinon de contrôler la course. Deirdre Barry chute sur la fin de la course et perd donc toute chance.
Sur les championnats américains contre-la-montre, Deirdre Barry obtient la médaille de bronze, Armstrong est quatrième, Baldwin cinquième. Sur l'épreuve en ligne, Kristin Armstrong gagne le titre, tandis que Lynn Gaggioli termine quatrième.
Au mois d'août, sur le Tour de Bochum, Deirdre Barry parvient à s'échapper pour s'imposer avec trente-six secondes d'avance.
Aux jeux olympiques d'Athènes, Deirdre Barry obtient la médaille d'argent dans le contre-la-montre. Kristin Armstrong, qui n'a pas participé au contre-la-montre, prend la huitième place de la course en ligne,.
Le Tour de Toscane féminin permet à Amber Neben de gagner la troisième étape échappée avec Jolanta Polikevičiūtė, qu'elle bat au sprint.
Aux championnats du monde, Deirdre Demet-Barry est sélectionnée pour l'épreuve contre-la-montre. Elle termine quatorzième. Sur l'épreuve en ligne, Kristin Armstrong, Kimberly Bruckner et Amber Neben font également partie de l'équipe. Deirdre Demet-Barry est la mieux classée à la seizième place.

## Bilan de la saison
L'équipe remporte sept victoires UCI. En incluant les courses ne faisant pas partie du calendrier international, le site du cyclisme en dénombre dix-huit.

### Victoires

#### Sur route, UCI
| Date         | Course                                            | Pays       | Classe | Vainqueur           |
| ------------ | ------------------------------------------------- | ---------- | ------ | ------------------- |
| 26 mars      | 3e étape de la Redlands Bicycle Classic           | États-Unis | 2.2    | Kristin Armstrong   |
| 15 avril     | Prologue de la Sea Otter Classic                  | États-Unis | 2.2    | Kristin Armstrong   |
| 15 mai       | 2e étape du Tour de l'Aude                        | France     | 2.1    | Deirdre Demet-Barry |
| 19 mai       | 6e étape du Tour de l'Aude                        | France     | 2.1    | Deirdre Demet-Barry |
| 19 juin      | Championnats des États-Unis de cyclisme sur route | États-Unis | CN     | Kristin Armstrong   |
| 8 août       | Tour de Bochum                                    | Allemagne  | 1.1    | Deirdre Demet-Barry |
| 17 septembre | 3e étape du Tour de Toscane féminin               | Italie     | 2.1    | Amber Neben         |

#### Sur route, circuit américain
L'équipe est principalement active en Amérique du Nord. Les courses qui s'y déroulent ne font généralement pas partie du calendrier UCI malgré une participation et une dotation équivalente. Le tableau suivant résume les victoires d'importance sur le circuit américain, en particulier sur l'USA Cycling National Racing Calendar.
| Date       | Course                                       | Pays       | Classe    | Vainqueur         |
| ---------- | -------------------------------------------- | ---------- | --------- | ----------------- |
| 13 février | 1re étape de la Valley of the Sun Stage Race | États-Unis | nationale | Mari Holden       |
| 15 février | Valley of the Sun Stage Race                 | États-Unis | nationale | Lynn Gaggioli     |
| 19 mars    | 2e étape de la Pomona Valley Stage Race      | États-Unis | nationale | Kristin Armstrong |
| 24 avril   | 2e étape de la Vuelta de Bisbee              | États-Unis | nationale | Lynn Gaggioli     |
| 25 avril   | Vuelta de Bisbee                             | États-Unis | nationale | Lynn Gaggioli     |
| 29 avril   | 2e étape du Tour of the Gila                 | États-Unis | nationale | Amber Neben       |
| 1er mai    | 4e étape du Tour of the Gila                 | États-Unis | nationale | Mari Holden       |
| 2 mai      | 5e étape du Tour of the Gila                 | États-Unis | nationale | Kimberly Anderson |
| 2 mai      | Tour of the Gila                             | États-Unis | nationale | Amber Neben       |
| 15 mai     | 3e étape de la Joe Martin Stage Race         | États-Unis | nationale | Lynn Gaggioli     |
| 16 mai     | Joe Martin Stage Race                        | États-Unis | nationale | Lynn Gaggioli     |
| 28 juillet | 3e étape du Tour de Toona                    | États-Unis | nationale | Lynn Gaggioli     |

### Classement UCI
| Rang | Coureur             | Points |
| ---- | ------------------- | ------ |
| 15   | Deirdre Demet-Barry | 265    |
| 26   | Kristin Armstrong   | 166    |
| 49   | Amber Neben         | 76     |
| 70   | Kimberly Bruckner   | 12     |
| 123  | Stacey Peters       | 22     |
| 133  | Mari Holden         | 10     |
| 148  | Kimberly Anderson   | 9      |
| 206  | Lynn Gaggioli       | 3      |